# Teretrius africus
Teretrius africus är en skalbaggsart som beskrevs av Lewis 1908. Teretrius africus ingår i släktet Teretrius och familjen stumpbaggar. Inga underarter finns listade i Catalogue of Life.